# Донецький національний технічний університет
Донецький національний технічний університет, абревіатура ДонНТУ — один із найстаріших і найбільших вищих навчальних закладів Донбасу. Також відомий як ДПІ або Донецький політехнічний інститут. У 2014 році, внаслідок російської окупації м. Донецьк під час російсько-української війни, університет евакуйовано до м. Покровськ, у 2022 році — до м. Луцьк, у 2024 році — до м. Дрогобич.
ДонНТУ здійснює підготовку фахівців за усіма рівнями вищої освіти (бакалаврський, магістерський, освітньо-науковий) з 24 спеціальностей та в докторантурі. 75 % здобувачів навчаються за освітніми програмами інженерного, природничо-наукового та інформаційно-технологічного спрямування.
Університет включений до Переліку закладів вищої освіти, які будуть здійснювати підготовку резерву освітян для роботи на деокупованих територіях.

## Історія
Історію Донецького національного технічного університету можна розділити на кілька етапів:
- 1921–1926 — Донецький гірничий технікум
- 1926–1935 — Донецький гірничий інститут
- 1935–1960 — Донецький індустріальний інститут (з 31 січня 1941 до середини 1950-х років носив ім'я М. С. Хрущова)[12]
- 1960–1993 — Донецький політехнічний інститут
- 1993–2001 — Донецький державний технічний університет
- з 2001 — Донецький національний технічний університет
  - з 2014 — тимчасове переміщення до м. Покровськ
  - з 2022 — тимчасове переміщення до м. Луцьк
  - з 2024 — тимчасове переміщення до м. Дрогобич

### Гірничий технікум
Становлення першого в Донбасі інституту проходило у вкрай несприятливих умовах. Після радянсько-української війни не діяли шахти, металургійні, коксові, машинобудівні заводи, були зруйновані залізниці. Більшовицький режим надавав великого значення відновленню Донбасу. Для цього необхідні були інженерні кадри. На той час у Донбасі працювало всього 189 гірничих інженерів, тому гірнича промисловість гостро відчувала потребу у фахівцях високої кваліфікації.
З огляду на це в Юзівці (тепер — Донецьку) було вирішено відкрити технікум. У 1920-ті роки в Україні технікуми були вищими навчальними закладами і готували фахівців вузької спеціалізації, у той час, як інститути готували керівників виробництва, адміністраторів. За рішенням міської влади для новостворюваного навчальному закладу виділили будинок колишнього Комерційного училища (нині 2-й навчальний корпус) і напівзруйновані козацькі казарми, що примикали до нього. За короткий термін було здійснено їхній ремонт, і 30 травня 1921 року відбулося офіційне відкриття ДонТехнікуму. Перший набір студентів склав 208 осіб.
Оскільки студенти мали дуже слабку загальноосвітню підготовку, адміністрація технікуму організувала робітничий факультет. Це був один з перших в Україні робітфаків, де студенти впродовж трьох років вивчали загальноосвітні дисципліни. На робітфаку вчився і майбутній перший секретар ЦК КПРС і голова Ради Міністрів СРСР Микита Хрущов. Подаючи заяву на робітфак, він вказав таку мету свого навчання: «одержати технічні знання, необхідні для продуктивнішої роботи на виробництві». Незабаром Хрущов був обраний партсекретарем не тільки робітфаку, але і всього технікуму. Саме ДонТехнікум дав старт його політичній кар'єрі.
Великою проблемою для ДонТехнікуму був підбір викладацьких кадрів. Для ведення спеціальних предметів запрошувалися інженери з промислових підприємств. З 1923 року в технікумі почали працювати професори з Харкова, Катеринослава, Новочеркаська й інших міст.

### Донецький гірничий інститут
До 1926 року технікум досяг значних успіхів у підготовці кваліфікованих фахівців, ставши фактично центром науково-технічної думки Донбасу. Однак високі темпи індустріалізації Донбасу вимагали значно більшої кількості кваліфікованих фахівців. У зв'язку з цим у квітні 1926 року Донецький гірничий технікум реорганізований у Донецький гірничий інститут.
Наприкінці 1929 року вечірній металургійний технікум, що відкрився в місті, був перетворений на Донецький металургійний інститут, або ДМІ, що готував фахівців в доменному, мартенівському і прокатному виробництві. Влітку 1930 року на базі вуглехімічного факультету виник другий галузевий інститут — Донецький вуглехімічний (ДВуХІ). Він швидко розвивався: з'явилися лабораторії хімії вугілля, фізики, коксування й інші. У ДВуХІ працювали відомі вчені: професор В. С. Крим, що займався вивченням хімії вугілля; професор І. Є. Коробчанський, що розробив проєкт газифікації міста Сталіно й інших.
До 1935 року гірничий, металургійний і вуглехімічний інститути випустили більш як 1,5 тисяч фахівців, що поповнили ряди інженерних кадрів на вугільних, металургійних, хімічних підприємствах країни. Однак умови вимагали створення в Донбасі єдиного великого вищого технічного навчального закладу, у якому можна було б з максимальною користю для підготовки фахівців створити сильні загальнотеоретичні і загальноінженерні кафедри.

### Донецький індустріальний інститут
У квітні 1935 року прийняте рішення створити на базі Донецького гірничого, металургійного й вуглехімічного інститутів єдиний — Донецький індустріальний інститут (або ДІІ).
До 1941 року інститут перетворився в найбільший навчальний і науковий центр регіону. За 20 років свого існування ДІІ підготував близько 4 300 інженерів, була створена гарна матеріально-технічна база, підготовлені висококваліфіковані кадри викладачів. З огляду на заслуги в підготовці висококваліфікованих інженерно-технічних кадрів для вугільної й іншої галузей промисловості, Донецький індустріальний інститут нагороджений у травні 1941 року орденом Трудового Червоного Прапора. Орденами і медалями нагороджена і велика група викладачів.
Подальші плани з розвитку інституту порушила Друга світова війна. Вона ввірвалася в самий розпал екзаменаційної сесії й захисту дипломних проєктів. Вже в перші дні війни багато студентів-старшокурсників, випускники, викладачі і співробітники добровольцями пішли на фронт. У серпні 1941 року на фронт мобілізовані майже всі студенти молодших курсів. Напередодні окупації міста фашистами в жовтні 1941 року вдалося евакуювати частину устаткування інституту, частину викладачів і студентів — у місто Прокоп'євськ на Кузбасі. Там їм надане приміщення і виділене навчальне устаткування. У лютому 1942 року почалися навчальні заняття. Вони мало чим нагадували минулі: проводилися в малопристосованих аудиторіях, в яких часто відмикалася електрика. У настільки складних умовах у березні 1942 року відбувся перший випуск студентів воєнного часу. Дипломи інженерів одержали тільки 6 осіб. У новому 1942/43 навчальному році в ДІІ у Прокоп'євську навчалося вже понад 400 студентів. Науковці інституту займалися дослідженнями, тематика яких була зв'язана з потребами фронту.

Донецький індустріальний інститут. 5-тий корпус. 1943 рік. м. Донецьк

Після визволення Донбасу восени 1943 року з Прокоп'євська в Сталіно спрямована група викладачів для обстеження стану інституту. Збиток, завданий йому, становив понад 66 млн карбованців. Були спалені й зруйновані 13 навчальних і житлових будинків, розграбовані лабораторії, кабінети, бібліотека. Не менш значними були і людські втрати; розстріляні нацистами професор Н. А. Нікольський, завідувач кафедри математики С. Ф. Лебедєв, живцем спалені понад сто викладачів і співробітників інституту. Багато викладачів, співробітники, студенти віддали свої життя на фронті. У пам'ять про них у 1970 спорудили Пам'ятник медичним працівникам, що загинули в роки німецько-радянської війни (Донецьк) на території Донецького національного медичного університету.
Паралельно зі звільненням території Донбасу почалися роботи з відбудови його господарства. Разом із відновленням промислових підприємств відновлювався інститут. Викладачі й студенти працювали на відновленні навчальних корпусів, гуртожитку практично цілодобово. Завдяки їхній самовідданій праці 5 грудня 1943 року 678 студентів 1-2 курсів приступили до занять. Однак студенти не тільки навчалися, після занять вони продовжували ремонтувати аудиторії, бібліотеку, їдальню. У жовтні 1944 року основний склад інституту, що перебував у Прокоп'євську, прибув до Сталіно. У ДІІ знову почали діяти 4 факультети: гірничий, гірничо-механічний, металургійний і вуглехімічний.
Попри всі складності періоду відбудови, в інституті активно продовжувалися наукові дослідження. Професорсько-викладацький склад працював над найважливішими темами, пов'язаними з відновленням зруйнованого промислового потенціалу краю. У ДІІ організована центральна лабораторія з відкачування ґрунтових вод із шахт Донбасу на чолі з завідувачем кафедри гірничої механіки професором В. С. Паком.
Проте основна задача ДІІ з відновлення зруйнованої війною економіки полягала в підготовці великої кількості інженерно-технічних працівників. Стан самого інституту був досить складним: з 5 довоєнних навчальних корпусів до початку 1946 року в експлуатації перебувало лише три: другий навчальний корпус, 70 % корисної площі першого і 40 % третього. Через відсутність навчальної площі багато спеціальностей не мали лабораторій і кабінетів. Однак, попри це, уже до початку 1947–1948 навчального року число студентів досягло довоєнного рівня. Їхня підготовка проводилася за 14 спеціальностям на п'ятьох факультетах: гірничому, гірничо-механічному, геологорозвідувальному, металургійному, хіміко-технологічному. Для прискореної підготовки на базі ДІІ організовані трирічні вищі інженерні курси. До 1951 року ДІІ було практично цілком відновлено.
Поступово інститут розширювався: відновлене вечірнє відділення, відкрився факультет з підготовки фахівців промислового і цивільного будівництва, з 1953 року почав функціонувати заочний факультет. У цьому самому році відкрилася філія ДІІ в Краматорську. 1955 року відкрили вечірнє відділення в Макіївці.

### Донецький політехнічний інститут
На початку 1960 року філії ДІІ з'явилися в Горлівці й Торезі (тепер — Чистякове). За своїм характером інститут ставав політехнічним, і 19 березня 1960 року його реорганізували у політехнічний. Тоді в інституті навчалися 8 355 студентів на 18 спеціальностях. Донецький політехнічний інститут мав у використанні 4 навчальні корпуси, 2 бібліотеки з книжковим фондом у 600 тисяч томів. Ректор ДПІ професор Прочан М. А. (він був ректором з 1952 до 1968 рік) велику увагу приділяв питанням зміцнення і розширення матеріальної та навчальної бази інституту, що дозволяло систематично збільшувати набори студентів.
З 1952 року розпочалася підготовка студентів для іноземних країн, і вже до 1960 року інститут закінчили понад 100 іноземних громадян з Китаю, Польщі, Угорщини й Болгарії, зокрема тут у 1967 році закінчив електротехнічний факультет Нгуєн Ван Ан, який згодом став Головою Національних зборів В'єтнаму.

У 1960-ті роки відкриті й нові факультети: у 1960 році — електротехнічний, 1966 року — механічний, у 1967 році — геолого-маркшейдерський, 1969 року — інженерно-економічний. Утворення нових факультетів продовжувалося й у 1970-ті роки: 1972 рік — енергетичний, 1974 рік — факультет обчислювальних технологій та автоматичних систем управління, що у 1977 році розділився на два самостійних факультети: ОТ (обчислювальної техніки, рос. ВТ) і факультет АСУ (автоматизованих систем управління, нині КІТА — комп'ютерно-інформаційних технологій і управління). Таким чином, до початку 1980-х років у базовому інституті працювали денні факультети:
- гірничий;
- гірничо-геологічний;
- гірничо-електромеханічний;
- металургійний;
- механічний;
- хімічної технології;
- інженерно-економічний;
- факультет обчислювальної техніки;
- факультет автоматичних
систем управління.

Також діяли два вечірніх факультети: гірничо-механічний і електромеханічний, а також заочний факультет. Крім того, створені факультети з навчання іноземних студентів, організаторів промислового виробництва і будівництва, підвищення кваліфікації викладачів середніх спеціальних навчальних закладів і підготовче відділення з денною і вечірньою формами навчання.
ДПІ дав також путівку в життя цілому ряду технічних університетів Донбасу, що виросли з підрозділів і філій базового інституту, у тому числі: Краматорському індустріальному інституту, перетвореному 1960 року з філії ДПІ на самостійний вищий навчальний заклад, і Макіївському інженерно-будівельному інституту, що також виріс з філії ДПІ.
З 1960 до 1990 року значно зміцніла матеріально-технічна база інституту. Чимала заслуга в її розвитку належить ректорам: М. А. Богомолову (1952—1968 рр.), Г. В. Малєєву (1968—1989 рр.), О. А. Мінаєву (1989—2014). Побудовані сучасні корпуси механічного, хіміко-технологічного, енергетичного, гірничого факультетів. На початку 1990-х років базовий інститут розташовувався в 9 навчальних корпусах, навчальна площа яких становила близько 200 тис. м². У них розташовувалися 120 спеціалізованих аудиторій, понад 300 навчальних лабораторій і кабінетів, два навчальних телевізійних центри, обчислювальний центр, бібліотека з книжковим фондом понад 1,5 млн томів.
До початку 1990-х років ДПІ перетворився на один з найбільших вищих навчальних закладів України. У ньому працювало близько 1 400 викладачів, у тому числі 122 професори, доктора наук, близько 700 доцентів, кандидатів наук. Викладацьку і наукову працю вели 10 Заслужених працівників вищої школи України (серед них Зборщик М. П., Малєєв Г. В., Маценко В. М. та інші), відзначені званнями «Заслужений діяч науки і техніки України» (Гейєр В. Г., Клименко В. М., Сапицький К. Ф., Логвинов М. Г., Мінаєв О. А., Панов Б. С., Пак В. В. та інші).

### Донецький державний технічний університет
1993 року ДПІ пройшов атестацію і рішенням Кабінету Міністрів України у вересні 1993 року йому присвоєно статус державного технічного університету. На базі ДонДТУ в цей період створено Регіональний навчально-науково-технічний комплекс, в який ввійшли також три інститути (гірничий, міжнародного співробітництва і Горлівський автомобільно-дорожній), Красноармійська філія (згодом перейменовано на Індустріальний інститут ДонНТУ), 20 факультетів, Центр підвищення кваліфікації і перепідготовки кадрів, підготовче відділення для іноземних громадян, три технікуми. Складний для країни в цілому період середини 1990-х років колектив університету здебільшого пройшов гідно, не тільки зберігши високий науковий і освітній потенціал закладу, але й забезпечивши умови для нового якісного стрибка в розвитку університету на початку нового тисячоліття.

### Донецький національний технічний університет
Влітку 2001 року університет здобув статус національного. До того часу кількість спеціальностей і спеціалізацій перевищила 60. Загальна чисельність студентів за всіма формами навчання перевищила 25 тисяч. На 88 кафедрах працювало 1 300 висококваліфікованих викладачів, серед яких лауреати Державних премій України, у тому числі професори Мінаєв О. А, Смірнов О. М., Башков Є. О., Троянський О. А.
ДонНТУ інтенсивно розвивається. Одне з найяскравіших прикладів його досягнень в останні роки — унікальний портал магістрів університету. Портал став визнаним лідером науково-освітнього інформаційного простору не тільки в масштабах країни, але і за її межами. Розвивається й культурно-просвітницька діяльність університету: 2006 року на його базі засновано молодіжний центр культури «Софійність» в місті Донецьку.

### Університет в період війни
У зв'язку з війною на сході України Донецький національний технічний університет наказом Міністерства освіти і науки України (Наказ МОН України № 1129 від 3 жовтня 2014) був переведений з м. Донецьк до м. Покровськ Донецької області.
З 3 жовтня 2014 року виш змінив свою юридичну і фізичну адресу. Базою ВНЗ став Індустріальний інститут. Виконувачем обов'язків ректора був призначений Ляшок Ярослав Олександрович. Частина співробітників і студентів погодилася співпрацювати з терористичною організацією «ДНР» і залишилася в місті Донецьк під керівництвом декана факультету комп'ютерних наук і технологій Анопрієнка.
У період роботи в м. Покровськ університет завдяки участі у міжнародних освітніх та наукових проєктах, залученню інфраструктурної підтримки Євросоюзу для переміщених закладів вищої освіти, власних коштів та за участі партнерів-представників великого бізнесу, зміг відновити на сучасному рівні матеріально-технічну базу, здійснити капітальний ремонт та енергомодернізацію двох навчальних корпусів. Запроваджено програми дуальної освіти у співробітництві з підприємствами групи Метінвест — Шахтоуправлінням «Покровське» та АКХЗ.
У Покровську університет відсвяткував свій 100-річний ювілей.
12 квітня 2022 року МОН України, з огляду на погіршення безпекової ситуації на Донеччині у зв'язку з наближенням фронту, ухвалене рішення про тимчасове переміщення Донецького національного технічного університету до м. Луцьк (наказ МОН України від 12.04.2022 № 332), де він розмістився в одному з корпусів Луцького національного технічного університету.
28 лютого 2024 року перший корпус університету в Покровську зазнав значних пошкоджень внаслідок російського ракетного обстрілу — зруйнована спортивна зала та прилегла частина будівлі корпусу, вибито вікна та двері. 3 серпня російськими окупаційними військами обстріляний третій корпус.

Будівлі університету в Покровську після російських обстрілів
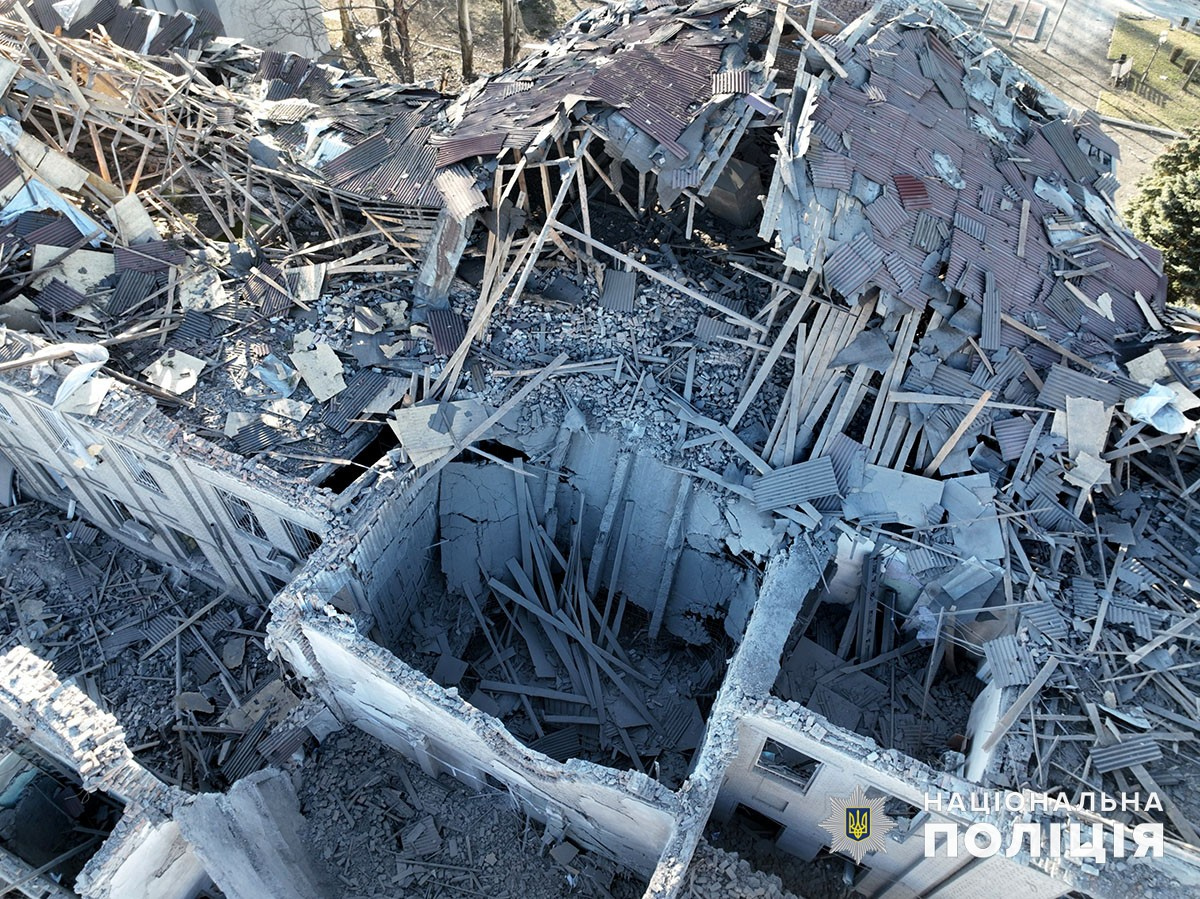
1-й корпус
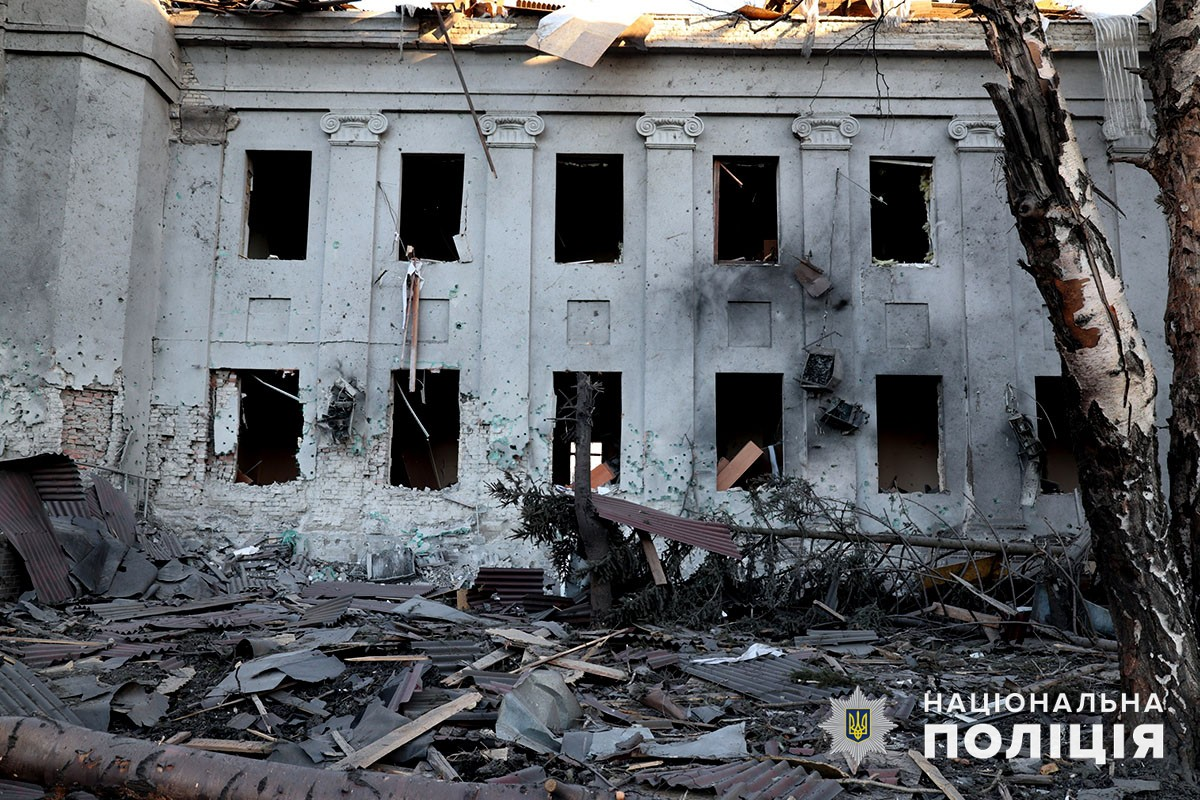
1-й корпус
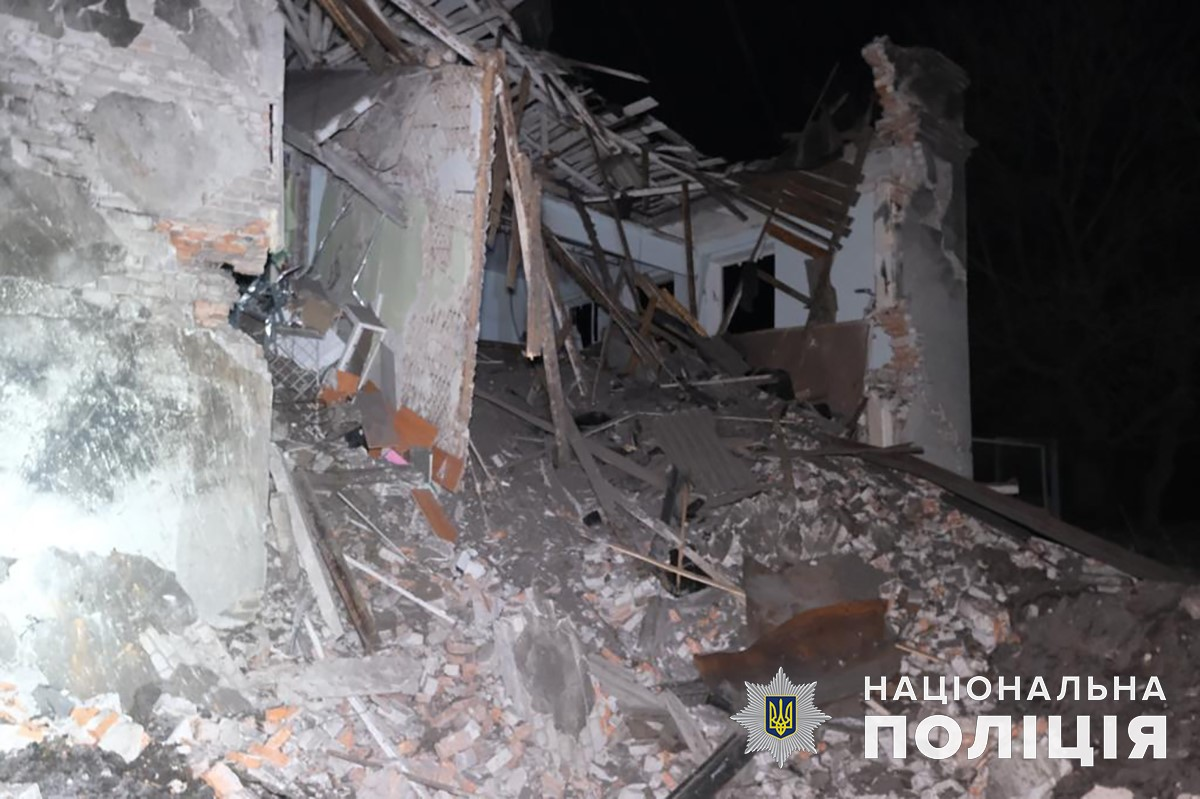
2-й корпус
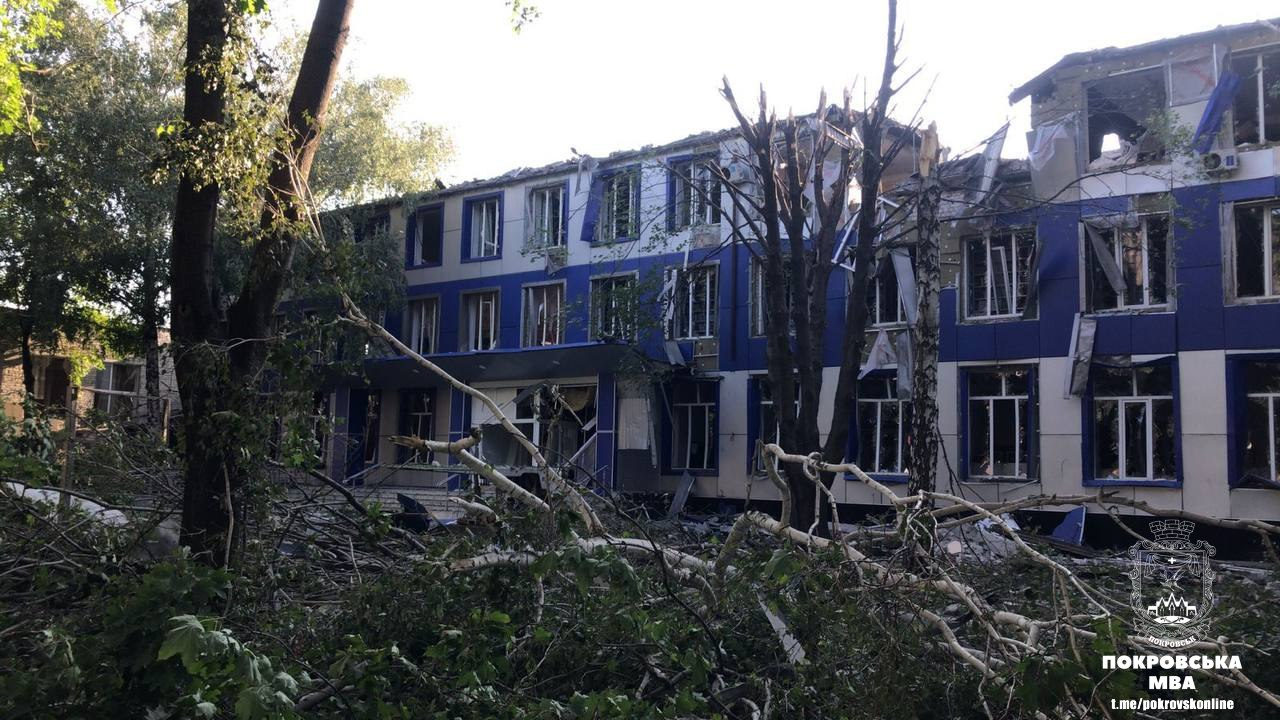
3-й корпус

Наказом Міністерства освіти і науки України № 1220 від 28 серпня 2024 року ухвалене рішення про релокацію університету до м. Дрогобич.

## Структура

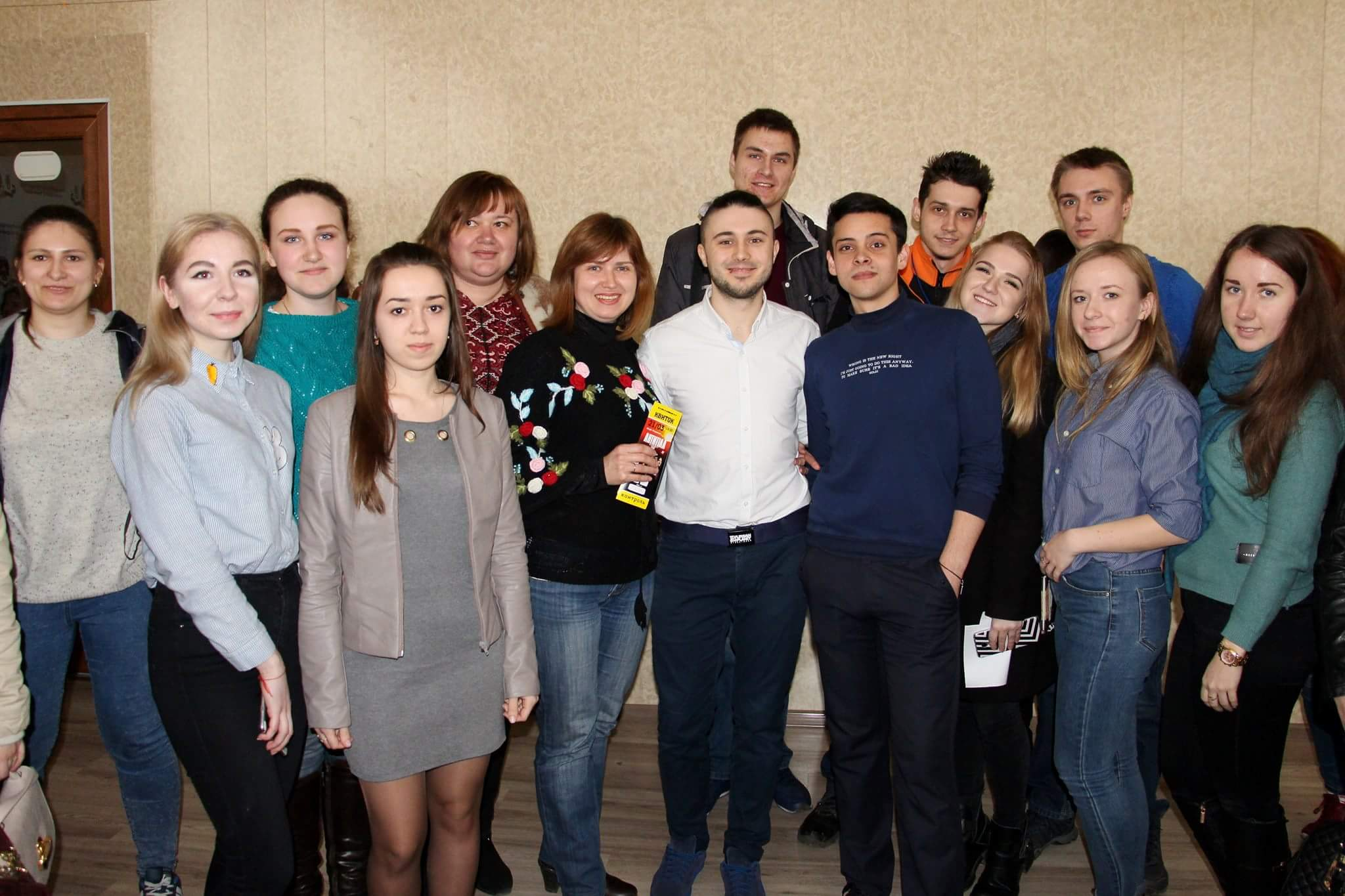
Зустріч студентів Донецького національного технічного університету з Тарасом Тополею група «Антитіла».

Після евакуації університету до Покровська структура університету має такий вигляд.
Факультети, інститути
- Гірничий факультет (ГФ)
- Факультет комп'ютерно-інформаційних технологій та автоматизації (ФКІТА)
- Факультет машинобудування, електроінженерії та хімічних технологій (ФМЕХТ)
- Економіко-гуманітарний факультет (ЕГФ)
- Інститут післядипломної освіти (ІПО)

Докторантура-аспірантура
Кафедра військової підготовки
Науково-технічна бібліотека ДонНТУ
Відокремлений структурний підрозділ «Костянтинівський індустріальний фаховий коледж ДВНЗ ДонНТУ»

## Міжнародна діяльність
ДонНТУ підтримує партнерські відносини з понад 40 університетами та науковими установами Європи. Станом на 2022 рік виконуються спільні наукові та освітні проєкти з Католицьким університетом Лувену (Бельгія), Політехнічним Інститутом Лейрії (Португалія), Сілезьким технологічним університетом (Польща), Інститутом динаміки складних технічних систем імені Макса Планка, Технічним університетом Гамбург-Гарбурга, Технічним університетом Кайзерслаутерна, Штутгартським університетом, Університетом Отто фон Ґеріке (Німеччина), Університетом Вітовта Великого (Литва).
З 2013 по 2017 рік університет був партнером міжнародного консорціуму за Темпус-проєктом TATU. В результаті реалізації проєкту був створений тренінг-центр з промислової автоматизації. Також такі центри були створені в університетах партнерах в Україні — НУ «ОМА», ІФНТУНГ, ХНУРЕ, ОНПУ.

## Наукові видання
Донецький національний технічний університет є видавцем та засновником низки наукових фахових періодичних видань. Більшість з них мають категорію «Б» в реєстрі наукових видань України. На сьогодні виходять друком такі збірки наукових праць та журнали:
- Вісті Донецького гірничого інституту
- Економіка та право
- Науковий вісник ДонНТУ
- Наукові праці ДонНТУ. Серія «Гірничо-геологічна»
- Наукові праці ДонНТУ. Серія «Економічна»
- Наукові праці ДонНТУ. Серія «Електротехніка і енергетика»
- Наукові праці ДонНТУ. Серія «Інформатика, кібернетика та обчислювальна техніка»
- Наукові праці ДонНТУ. Серія «Машинобудування і машинознавство»
- Наукові праці ДонНТУ. Серія «Обчислювальна техніка та автоматизація»
- Наукові праці ДонНТУ. Серія «Педагогіка, психологія і соціологія»
- Наукові праці ДонНТУ. Серія «Проблеми моделювання та автоматизації проектування»
- Проблеми екології

Науковий журнал «Проблеми гірського тиску» видавався до 2014 року включно.

## Люди

Меморіальна дошка В. С. Паку на 1-му корпусі університету

### Викладачі та науковці
- Альшиць Яків Ісаакович
- Білецький Володимир Стефанович
- Борнацький Іван Іванович
- Гейєр Віктор Георгійович
- Єлішевич Аркадій Танхумович
- Єльяшевич Марія Григорівна
- Зборщик Михайло Павлович
- Козловський Ігор Анатолійович
- Коробчанський Іван Євстафійович
- Крим Веніамін Скійович
- Назимко Віктор Вікторович
- Нікольський Ігор Леонідович
- Носенко Юрій Лаврентійович
- Оглоблін Дмитро Миколайович
- Пак Вітольд Вітольдович
- Панов Борис Семенович
- Парфенюк Олександр Сергійович
- Привалов Віталій Олександрович
- Рождественський Микола Миколайович
- Саранчук Віктор Іванович
- Солов'яненко Анатолій Борисович
- Харламов Павло Васильович та інші.

Див. також: Категорія:Викладачі ДонНТУ та Категорія: Науковці ДонНТУ

## Відомі випускники
За роки існування ДонНТУ підготував понад 110 тисяч фахівців. Серед них чимало державних діячів, керівників підприємств, значних науковців.
- Алексєєв Анатолій Дмитрович
- Амоша Олександр Іванович
- Асєєв Станіслав Володимирович
- Берг Діана Олегівна
- Буславець Ольга Анатоліївна
- Волинець Михайло Якович
- Гайдук Віталій Анатолійович
- Громов Сергій Володимирович
- Грядущий Борис Абрамович
- Дюба Анатолій Федорович
- Дядик Іван Іванович
- Засядько Олександр Федорович
- Звягільський Юхим Леонідович
- Мохаммад Захур
- Ляшко Олександр Павлович
- Книшенко Юрій Венедиктович
- Клюєв Андрій Петрович
- Радченко Володимир Васильович
- Рибак Володимир Іванович
- Симоненко Петро Миколайович
- Скубенко Володимир Петрович
- Солов'яненко Анатолій Борисович
- Сургай Микола Сафонович
- Тулуб Сергій Борисович
- Фокін Володимир Петрович
- Хрущов Микита Сергійович
- Чупрін Михайло Русланович
- Щербак Микола Петрович
- Янукович Віктор Федорович
- Ященко Юрій Петрович

Див. також: Категорія:Випускники ДонНТУ